# Саблин, Борис Петрович
Борис Петрович Саблин — советский военный и государственный деятель, полковник.

## Биография
Родился в 1908 году в селе Губари. Член КПСС.
В РККА — с 1932 года.
Участник Великой Отечественной войны: начальник отдела кадров АБТУ Воронежского фронта, заместитель командира 180-й танковой бригады по строевой части, заместитель командира 38-й гвардейской отдельной танковой бригады по строевой части, начальник отдела кадров Бронетанковых и механизированных войск 2-го Белорусского фронта
В 1946—1957 годах — на командирских должностях в танковых частях Советской армии.
Умер в 1998 году в Казани.

## Награды
- Орден Красного Знамени (12.02.1944, 01.06.1945, 05.11.1954)
- Орден Отечественной войны I степени (09.09.1943, 20.02.1945, 06.04.1985)
- Орден Красной Звезды (19.12.1942, 20.06.1949)
- Орден Virtuti Militari V класса